# Елкерзе
Елкерзе (нід. Elkerzee) — селище в нідерландській провінції Зеландія. Входить до муніципалітету Схаувен-Дьойвеланд. Наразі в ньому нараховується близько 10 будинків. У 1741 році в селищі збудували церкву, яка проіснувала до 1958 року, коли її зруйнували після будівництва церкви в сусідньому Схарендейке.
До 1961 року мало статус окремого муніципалітету.

## Галерея

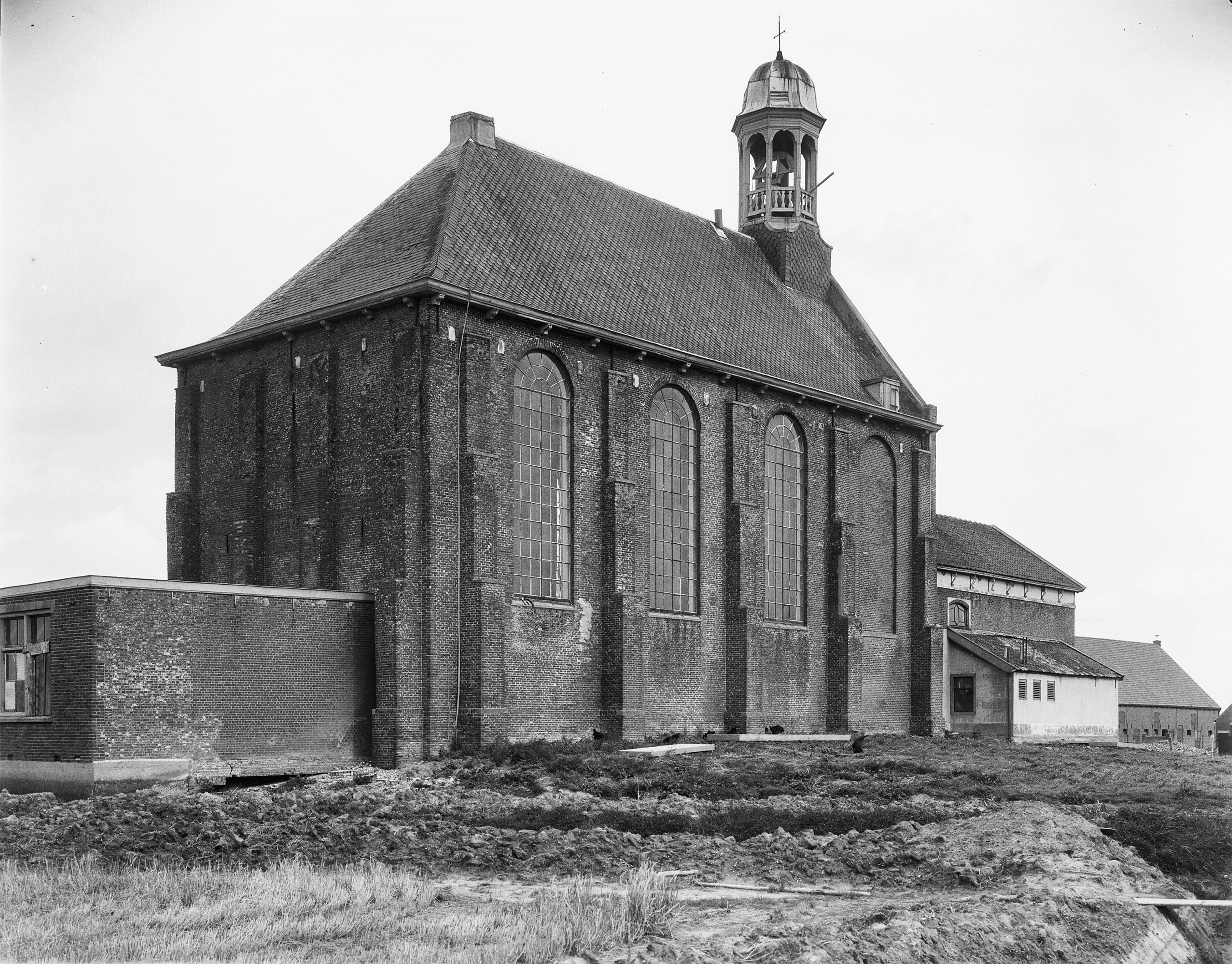
Будівля колишньої церкви
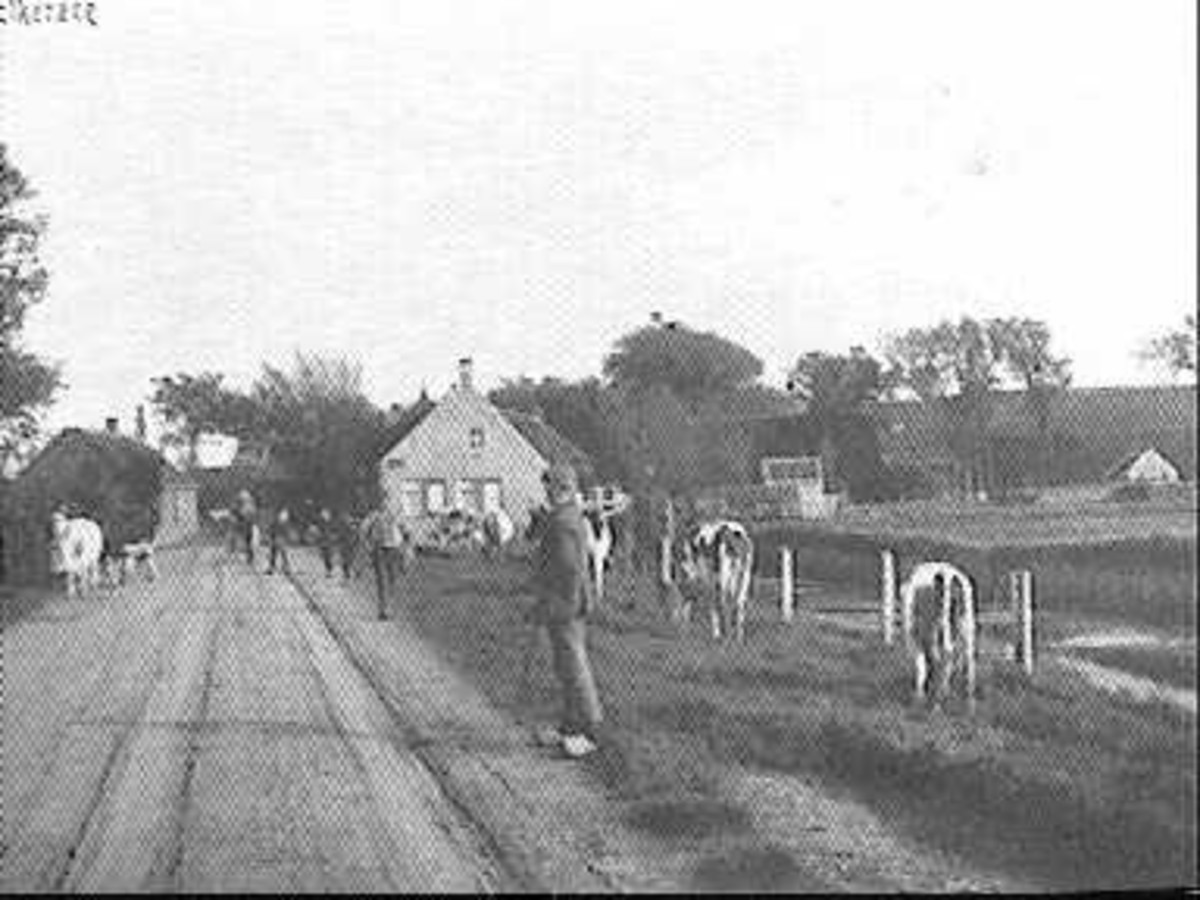
Сільська панорама (1920)